# Congoglanis howesi
Congoglanis howesi és una espècie de peix pertanyent a la família dels amfílids i a l'ordre dels siluriformes.

## Etimologia
Congoglanis prové de Congo (el nom tradicional per a l'àrea equatorial compresa entre el golf de Guinea i els Grans Llacs d'Àfrica) i del mot grec glanis (peix gat), mentre que howesi fa referència a Gordon J. Howes, ictiòleg del Museu d'Història Natural de Londres, mort el 2013, en reconeixement de les seues moltes contribucions a la ictiologia.

## Descripció
El seu cos, esvelt i aplanat des de la part inferior del cap fins a l'origen de l'aleta anal, fa 11,3 cm de llargària màxima. Cap espina i 8 radis tous a les dues aletes dorsals. Aleta anal amb cap espina, 8-10 radis tous, petita, amb el marge distal recte i la base lleugerament inferior a la meitat de la longitud de la base de l'aleta adiposa. Aletes pectorals amb cap espina i 11-13 radis tous. Absència d'espines i 6 radis tous a les aletes pelvianes. Aleta caudal força bifurcada i amb els lòbuls grans i asimètrics (l'inferior més ample i clarament més llarg que el superior). Presència d'aleta adiposa. 38-39 vèrtebres. L'alçada màxima del cos se situa en l'origen de l'aleta dorsal. Pell suau. Línia lateral completa. Peduncle caudal allargat, prim, d'igual longitud a la del cap i comprimit a l'àrea posterior, però amb la mateixa amplada i alçada que l'extrem de la base de l'aleta anal. Perfil del cap força triangular des d'un punt de vista dorsal i amb el marge lateral lleugerament convex. Musell mitjanament llarg, relativament prim i amb l'extrem arrodonit. Ulls allargats, lleugerament horitzontals i totalment dins de la meitat posterior del cap. Diàmetre dels ulls lleugerament igual a una mica més de la meitat de la distància interorbitària. Distància del nariu posterior al marge anterior de l'ull aproximadament igual a la distància entre el nariu anterior i l'extrem del musell. Boca subterminal, petita, ovoide i amb el llavi superior carnós. Dents d'ambdues mandíbules llargues, primes, lleugerament corbes i en igual nombre. Es diferencia de Congoglanis alula per tindre un cap de menys gruix i per diversos trets del peduncle caudal; de Congoglanis inga per la llargada de les barbetes sensorials maxil·lars (esteses més enllà del nariu posterior), l'amplada corporal al nivell de l'origen de l'aleta dorsal, la longitud postorbital (29-32% de la del cap vs. 32-35%), la llargària del peduncle caudal amb relació a la seua altura (360-380% vs. 210-290%), el nombre de vèrtebres (38-39 vs. 35-37) i la longitud del peduncle caudal; i de Congoglanis sagitta per la llargària de les aletes pelvianes, l'amplada del cap i la longitud de les aletes pectorals. La coloració de les àrees laterals i dorsal del cap i del cos és, en general, fosca, tot i que també hi mostra zones més clares. Ventre més clar. 5 o 6 taques clares distribuïdes en un patró irregular horitzontal per sobre de la línia lateral i al llarg del cos. Punt fosc i semicircular a la base de l'aleta caudal, el qual és més evident en els exemplars més grossos. Mostra una mena de marca rodona als marges dorsal i ventral del peduncle caudal.

## Hàbitat i distribució geogràfica
És un peix d'aigua dolça, demersal i de clima tropical, el qual viu a Àfrica: és un endemisme dels ràpids Luachimo del riu Kasai a la conca del riu Congo al nord-est d'Angola.

## Observacions
És inofensiu per als humans i el seu índex de vulnerabilitat és baix (10 de 100).